# Діскаверер-17

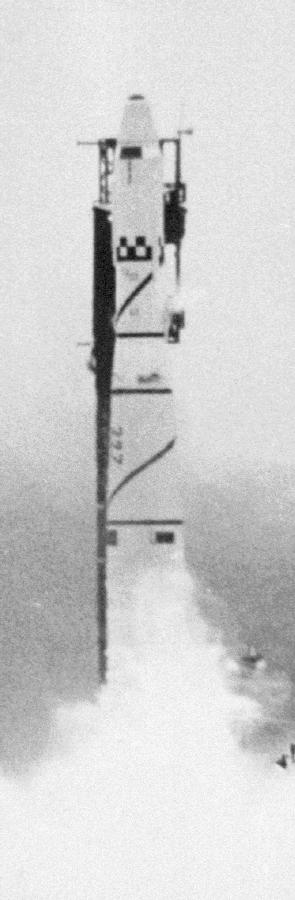
Запуск ракети-носія «Тор-Аджена-Бі» з «Діскаверером-17»

«Діскаверер-17» (англ. Discoverer 17 — відкривач), інші назви «Кей Ейч-2 2» (англ. KH-2 2), «Кей Ейч-2 9012» (англ. KH-2 9012), «Корона 9012» (англ. CORONA 9012) — другий американський розвідувальний супутник серії «Кей Ейч-2» (англ. KH-2, Key Hole — замкова шпарина), що запускались за програмою «Корона». Перший супутник серії «Кей Ейч-2», що успішно вийшов на орбіту. Космічний апарат мав чорно-білу фотокамеру з низькою роздільною здатністю і спускну капсулу для повернення відзнятої плівки. Офіційно супутник виконував науково-дослідний політ.

## Опис
Апарат у формі циліндра було змонтовано у верхній частині ступеня «Аджена-Бі». Апарат мав фотокамеру з низькою роздільною здатністю (9 м) і з фокусною відстанню 61 см, телеметричну систему, плівковий магнітофон, приймачі наземних команд, сканер горизонту. Зображення записувались на плівку шириною 70 мм. Живлення забезпечували нікель-кадмієві акумулятори. Орієнтація апарата здійснювалась газовими двигунами на азоті.
У верхній частині апарата розташовувалась капсула «Ес Ер Ві — 507» (англ. SRV-507) діаметром 84 см довжиною 69 см. Капсула мала відсік для відзнятої фотоплівки, парашут, радіомаяк, твердопаливний гальмівний двигун. Капсулу мав упіймати спеціально обладнаний літак під час спуску на парашуті, у випадку невдачі капсула могла недовго плавати на поверхні океану, після чого тонула, щоб уникнути потрапляння секретного вмісту до ворожих рук.

## Політ
12 листопада 1960 року о 20:43 UTC ракетою-носієм «Тор-Аджена-Бі» з бази Ванденберг було запущено «Діскаверер-17».
14 листопада 1960 року через 2,1 доби після запуску відокремилась капсула і успішно була виловлена під час спуску на парашуті. Капсула відокремилась до початку роботи фотокамери, тому було виявлено тільки 52 см плівки без зображень (на апараті було 2400 м плівки). Додатково у капсулі були зразки біологічних тканин людини. Неочікувано високі рівні радіації впродовж польоту особливо зацікавили науковців ВПС США.
«Діскаверер-17» зійшов з орбіти і згорів у атмосфері Землі 29 грудня 1960 року.